# Phil Boyer
Philip John Boyer, noto come Phil Boyer (Nottingham, 25 gennaio 1949), è un ex calciatore inglese, di ruolo attaccante.

## Carriera
Fu capocannoniere della First Division inglese nel 1980.